# Alberto de Liptay
Alberto de Liptay (ur. 1859, zm. 1922) – chilijski lekarz, pisarz, twórca sztucznego języka langue catholique.

## Wybrane prace
- Hahnemania: to the greater glory of Sam Hahnemann, the "Messiah in medicine". Al. de Liptay's Print., 1882
- La lengua católica: ó sea, Proyecto de un idoma internacional sin construcción gramatical. A. Roger y F. Chernoviz, 1890
- Eine Gemeinsprache der Kulturvölker. Leipzig: Brockhaus 1891
- Langue catholique. 1892
- Le mystère posthume; causeries médicales sur la mort & la survie. Schleicher, 1903
- La vie sexuelle des monstres: avec mille et une observations curieuses sur leurs organes génitaux. Publicité médico-mondaine, 1904
- Prophylaxia sexualis; causeries médicales sur la préservation et les préservatifs sexuels: d'après les données les plus récentes de la science française et étrangère. A.-B. de Liptay, 1904
- Bréviaire du fumeur du chiqueur et du priseur: résumant impartialement les études et opinions des savants français et étrangers. A.B. de Liptay & cie, 1910
- Pour & contre Malthus. A.-B. de Liptay, 1911